# Cornelius Vanderbilt
Cornelius Vanderbilt I (27 de maig de 1794 – 4 de gener de 1877), també conegut com El Comodor o Comodor Vanderbilt, fou un empresari nord-americà que va guanyar la seva fortuna gràcies al transport mitjançant vaixells i ferrocarrils. Va ser el patriarca de la família Vanderbilt. A la seva mort, amb 82 anys, tenia una fortuna estimada de 105 milions de dolars.
Vanderbilt era el quart de nou fills de Cornelius Vanderbilt i Phebe Hand, la modesta família dels quals vivia a Port Richmond, a Staten Island (ciutat de Nova York).
El seu quart avi (pare del seu rebesavi), Jan Aertson, era un granger neerlandès de la vila de De Bilt a la província d'Utrecht, que va emigrar a Nova Àmsterdam (actual Nova York) l'any 1650, sent contractat com a servent. El terme neerlandès "van der" (dels) va ser finalment afegit amb el nom del seu poblat natal per crear "van der bilt", que posteriorment es va condensar a Vanderbilt. La major part dels ancestres de Vanderbilt eren anglesos, sent Jacob Vanderbilt, el seu avi, l'últim d'origen neerlandès.
En el negoci ferroviari, la companyia de Vanderbilt era l'Accessory Transit Company (companyia de trànsit accessori).
Cornelius Vanderbilt es va casar el 19 de desembre de 1813 amb la seva cosina i veïna, Sophia Johnson (1795-1868), filla de la seva tieta Elizabeth Hand Johnson, que era germana de la seva mare. Juntament amb la seva esposa Sophia va tenir 13 nens, dels quals 12 van aconseguir arribar a l'edat adulta: Phebe (1814), Ethelinda (1817), Eliza (1819), William (1821), Emily (1823), Sophia (1825), Maria (1827), Frances (1828), Cornelius Jeremiah (1830), George (1832) (mort l'any 1836), Mary, (1834), Catherine (1836), ai un altre fill anomenat George (1839).

## Imperi de transbordadors
Durant la seva joventut, Cornelius Vanderbilt va treballar als transbordadors de Nova York, renunciant a l'escola a l'edat d'onze anys. Quan tenia setze anys estava operant el seu propi negoci de transport de passatgers entre Staten Island i Manhattan. Segons una versió dels fets, va demanar 100 dòlars a la seva mare per comprar un periauger (un vaixell de vela de dos pals de poc calat), que va batejar com a "Swiftsure". Tanmateix, segons el primer relat de la seva vida, publicat el 1853, el periauger pertanyia al seu pare i el jove Vanderbilt va rebre la meitat dels beneficis. Va començar el seu negoci transportant mercaderies i passatgers en un transbordador entre Staten Island i Manhattan. Tanta era la seva energia i afany en el seu ofici que altres capitans propers es van posar a dir-li 'El Comodor' de broma, un sobrenom que li va quedar tota la vida. 
Durant la Guerra de 1812, va rebre un contracte governamental per proporcionar subministraments als forts situats al voltant de la ciutat de Nova York, per mitjà de goletes a vela, ofici pel qual va obtenir el seu sobrenom de "Comodor".
L'any 1818 va dirigir la seva atenció cap als vaixells de vapor. La legislació novaiorquesa atorgava a Robert Fulton i Robert R. Livingston un monopoli legal sobre el tràfic d'embarcacions de vapor, la qual cosa prohibia legalment la competència. Treballant per a Thomas Gibbons, Vanderbilt competia millorant els preus oferts per Fulton i Livingston per al servei entre New Brunswick (Nova Jersey) i Manhattan, un important tram de la ruta comercial entre Nova York i Filadèlfia.
Vanderbilt va aconseguir escapolir-se d'aquells que buscaven arrestar-lo i confiscar la seva embarcació. Livingston i Fulton li van oferir una lucrativa ocupació pilotant el seu vaixell, però Vanderbilt va rebutjar l'oferta dient "no m'importa tant fer diners, sinó provar els meus arguments i obtenir un avantatge". Per Vanderbilt, l'argument era la superioritat de la lliure competència i la maldat dels monopolis governamentals. Arran d'això Livingston i Fulton van interposar una demanda; el cas va arribar a la Cort Suprema dels Estats Units i finalment va acabar amb el monopoli de Fulton i Livingston.
L'any 1829 Vanderbilt es va independitzar per proporcionar servei de vaixell de vapor en el riu Hudson entre Manhattan i Albany, Nova York. Per a la dècada de 1840 tenia 100 vaixells de vapor recorrent el Hudson i la reputació de comptar amb més empleats que cap altre negoci als Estats Units.
Durant la Febre de l'Or de Califòrnia en 1849, va oferir transport per mitjà d'una drecera passant per Nicaragua cap a Califòrnia, eliminant 960 quilòmetres del recorregut i un 50 % sobre el cost d'un viatge a través de l'Istme de Panamà.

## Imperi ferroviari

### Interès inicial en els ferrocarrils
El 1852, una disputa amb Joseph L. White, soci de la Companyia de Trànsit Accessori, va portar a una batalla empresarial en què Vanderbilt va obligar la companyia a comprar els seus vaixells per un preu inflat. A principis de 1853, va portar a la seva família a fer una gran gira per Europa amb el seu iot vaixell de vapor, el "North Star". Mentre estava fora, White va conspirar amb Charles Morgan, antic aliat de Vanderbilt, per trair-lo i negar-li els diners que li devia de l'empresa Accessory Transit Company. Quan Vanderbilt va tornar d'Europa, va prendre represàlies desenvolupant una línia de vaixell de vapor rival a Califòrnia, reduint els preus fins que va obligar a Morgan i White a pagar-lo.
| « | Vostès s'han dedicat a enganyar-me. No penso demandar-los, ja que la llei és massa lenta. Penso arruïnar-los. | » |
| — Cornelius Vanderbilt, 1853 - en una carta als seus antics socis de negocis Morgan & Garrison, una societat entre Charles Morgan i Cornelius Kingsland Garrison. | |   |

El novembre de 1855, Vanderbilt va començar a comprar el control d' Accessory Transit Company una vegada més. Aquell mateix any, l'aventurer militar nord-americà, William Walker, va dirigir una expedició a Nicaragua i va prendre breument el control del govern. Edmund Randolph, un íntim amic de Walker, va coaccionar l'agent de San Francisco de l'Accessory Transit, Cornelius K. Garrison, a oposar-se a Vanderbilt. Randolph va convèncer Walker per anul·lar la carta de l' Accessory Transit Company i donar-li els drets de trànsit i els vaixells de vapor de la companyia; Randolph els va vendre a Garrison. Garrison va portar Charles Morgan al pla. Vanderbilt va prendre el control de la companyia just abans que es donessin a conèixer aquests esdeveniments. Quan va intentar convèncer els governs nord-americans i anglesos d'ajudar a restablir els drets i la propietat de l'empresa, es van negar. Així, va negociar amb Costa Rica, que (juntament amb les altres repúbliques centreamericanes) havia declarat la guerra a Walker. Vanderbilt va enviar un home a Costa Rica que va dirigir una incursió que va capturar els vaixells de vapor al riu San Juan, tallant Walker dels seus reforços de grups insurgents als Estats Units. Walker es va veure obligat a desistir i va ser conduït fora del país per un oficial de la Marina dels Estats Units. Però el nou govern nicaragüenc es va negar a permetre a Vanderbilt reiniciar el negoci de trànsit, de manera que va iniciar una línia cap a Panamà, desenvolupant finalment el monopoli del negoci del vaixell de vapor de Califòrnia. 
El paper que va jugar Vanderbilt en el desenvolupament inicial del ferrocarril li va portar a ser víctima d'un dels primers accidents els Estats Units. L'11 de novembre de 1833, Vanderbilt viatjava com a passatger en un tren de Camden & Amboy que va descarrilar en uns prats propers a Hightstown, New Jersey a causa del trencament de l'eix d'un vagó. Va passar un mes recuperant-se de les ferides, dues costelles fracturades i un pulmó perforat. En el mateix accident va resultar il·lès el President dels Estats Units John Quincy Adams, qui viatjava un vagó davant del descarrilat.
L'any 1844, Vanderbilt va ser triat director del ferrocarril de Long Island, que en aquell temps comptava amb una ruta entre Boston i Nova York per mitjà d'un transbord amb vaixell de vapor. L'any 1857 va ser nomenat director del ferrocarril de Nova York i Harlem.

### Ferrocarril Central de Nova York

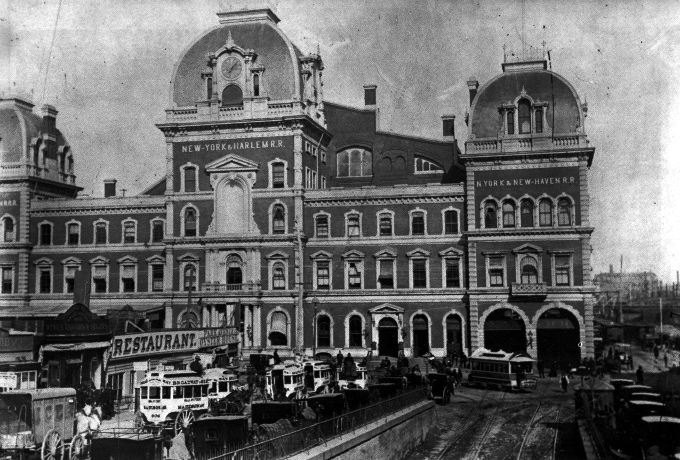
Vista cap a l'extrem nord del Túnel Murray Hill cap a l'estació l'any 1880; s'aprecien els rètols per als ferrocarrils de Nova York i Harlem i de Nova York i New Haven; el Central de Nova York i el Riu Hudson se situava del costat esquerre. Els dos portals de major grandària a la dreta permetien que els trens tirats per cavalls continuessin cap a la ciutat.

A inicis de la dècada de 1860, Vanderbilt va començar a retirar la seva capital del negoci navilier i invertir-ho en ferrocarrils. Va adquirir el ferrocarril de Nova York i Harlem l'any 1862-63, el ferrocarril del riu Hudson l'any 1864 i el Ferrocarril Central de Nova York l'any 1867. L'any 1869 els va fusionar en el ferrocarril Central de Nova York i el Riu Hudson.
L'octubre de 1871, Vanderbilt va formalitzar una societat amb el ferrocarril de Nova York i New Haven, unint-lo amb els ferrocarrils de la seva propietat per consolidar les seves operacions en una terminal, situada al carrer 43 Oest, anomenada Grand Central Depot, que va ser la primera Gran Terminal Central, on fins avui es troba una estàtua de Vanderbilt. El sostre de cristall de l'estació es va enfonsar durant una calamarsada el mateix dia que va morir Vanderbilt, l'any 1877. L'estació va ser reemplaçada en el període de 1903 a 1913.

### Rivalitat amb Jay Gould
Cap l'any 1873, havia estès les seves línies fèrries fins a Chicago, Illinois. Per aquesta època Vanderbilt va intentar obtenir el control del ferrocarril d'Erie, la qual cosa el va posar en conflicte directe amb Jay Gould, qui era amo del ferrocarril. Gould va guanyar la batalla pel control "diluint" les seves accions, que Vanderbilt va comprar en grans quantitats. Aquest va perdre més de 7 milions de dòlars en el seu intent per obtenir el control, encara que després Vanderbilt va recuperar la major part d'aquests diners.
Vanderbilt estava acostumat a obtenir el que desitjava, però aparentment va trobar la un dur rival en Jay Gould. Vanderbilt diria, en relació amb la seva derrota, "mai donis una coça a una mofeta". No seria l'última vegada que Gould desafiaria a un dels Vanderbilt. Anys després que morís el seu pare, William Vanderbilt va fer seu el control de la companyia de telègrafs Western Union. Llavors Gould va inaugurar l' American Telegraph Company, gairebé aconseguint treure a la Western Union del negoci; això va deixar a William amb l'única opció d'adquirir les accions de Gould, qui va obtenir un enorme guany en la transacció.

## El llegat de Vanderbilt
A la mort de la seva esposa, Vanderbilt va marxar al Canadà, on el 21 d'agost de 1869 va contreure segones núpcies amb una cosina, la senyoreta Crawford, originària de Mobile, Alabama. La mare de Crawford, i la seva futura sogra, era germana de Phebe Hand Vanderbilt (mare del Comodor) i d'Elizabeth Hand Johnson (antiga sogra i tia de Vanderbilt). La senyoreta Crawford era 43 anys menor que el seu espòs. Va ser la seva dona qui va convèncer a Cornelius Vanderbilt de finançar el que finalment seria la Universitat Vanderbilt amb una donació de 1 milió de dòlars.

## Mort

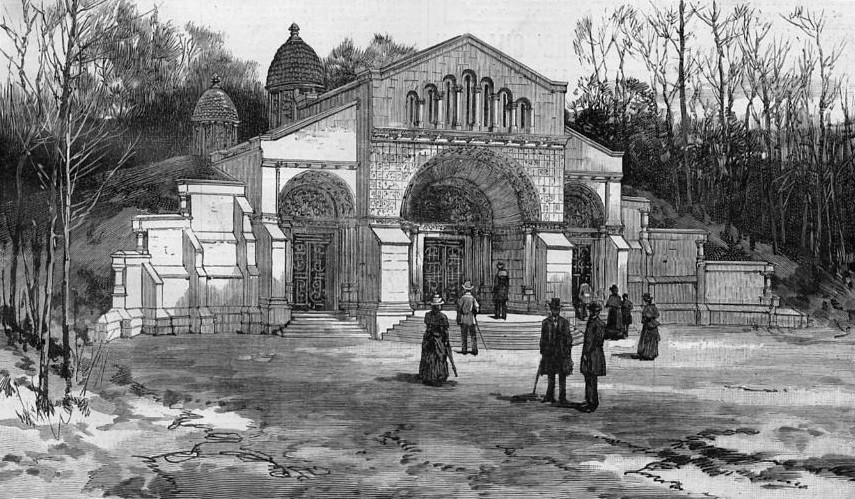
Mausoleu de la família Vanderbilt al Moravian Cemetery de Staten Island, on està enterrat Cornelius

Cornelius Vanderbilt va morir el 4 de gener de 1877 a la seva residència, № 10 Washington Place, després d'haver estat confinat a les seves habitacions durant uns vuit mesos. La causa immediata de la seva mort va ser l'esgotament, provocat per un llarg patiment de complicacions de trastorns crònics. 
A la seva mort, als 82 anys, s'estimava la fortuna de Vanderbilt en més de 100 milions de dòlars. En el seu testament, va desheretar a tots els seus fills excepte a William, que era tan implacable en els negocis com el seu pare, i l'únic que Cornelius va creure capaç de mantenir el seu imperi. Va llegar 95 milions al seu fill William, però "només" 500,000 a cadascuna de les seves vuit filles. La seva esposa va rebre 500,000 dòlars en efectiu, la seva modesta residència a la ciutat de Nova York i 2,000 accions comunes del ferrocarril Central de Nova York. Tres de les seves filles i el seu fill Cornelius Jeremiah Vanderbilt no van acceptar el testament al·legant que el seu pare tenia deliris de bogeria i no estava en els seus totals. La infructuosa batalla legal va durar més d'un any, portant al suïcidi de Cornelius Jeremiah l'any 1882. Van aconseguir una petita donació (200.000 dòlars extra en efectiu i un fons fiduciari de 400.000 dòlars) per part de William, molt poc en proporció a la fortuna.
Cornelius Vanderbilt va ser enterrat en la cripta familiar al cementiri Moravian de New Dorp, Staten Island. Més tard va ser reenterrat en una tomba al mateix cementiri construïda pel seu fill Billy.

### Descendents
Fills de Cornelius Vanderbilt i Sophia Johnson:
1. Phebe Jane (Vanderbilt) Cross (1814-1878)
2. Ethelinda (Vanderbilt) Allen (1817-1889)
3. Eliza (Vanderbilt) Osgood (1819-1890)
4. William Henry Vanderbilt (1821-1885)
5. Emily Almira (Vanderbilt) Thorn (1823-1896)
6. Sophia Johnson (Vanderbilt) Torrance (1825-1912)
7. Maria Louisa (Vanderbilt) Clark Niven (1827-1896)
8. Frances Lavinia Vanderbilt (1828-1868)
9. Cornelius Jeremiah Vanderbilt (1830-1882)
10. Mary Alicia (Vanderbilt) LaBau Berger (1834-1902)
11. Catherine Juliette (Vanderbilt) Barker LaFitte (1836-1881)

Cornelius Jeremiah Vanderbilt no tenia fills quan es va suïcidar, el 1882, i George Washington Vanderbilt va morir durant la Guerra Civil, abans de tenir fills. Tots els multimilionaris de la família Vanderbilt descendeixen a través del seu fill gran Billy i la seva dona.
El net més jove de Cornelius a través de William, George Washington Vanderbilt II, va construir la propietat de 250 habitacions Biltmore Estate a les muntanyes d'Asheville, Carolina del Nord, com la seva residència principal amb part de la herència del seu avi. Encara conserva el títol de la casa privada més gran dels Estats Units, tot i que està oberta al públic. La mansió conté 12.567 m² d'àrea habitable.

## Ferrocarrils controlats per Vanderbilt
- Ferrocarril de Nova York i Harlem (1863-)
- Ferrocarril del riu Hudson (1864-)
- Ferrocarril Central de Nova York (1867-)
- Ferrocarril del Sud del Canadà (1873-)
- Ferrocarril meridional de la Costa del Llac i Michigan (1873?-)
- Ferrocarril Central de Michigan (1877-)
- Ferrocarril de Nova York, Chicago i Sant Louis (Nickel Plate Road) (1882-)
- Ferrocarril de la Costa Oest (1885-)
- Ferrocarril de Rome, Watertown i Ogdensburg
- Ferrocarril Mohawk i Malone
- Via Fèrria de Fall Brook
- Ferrocarril de Beech Creek
- Ferrocarril de Dunkirk, Allegheny Valley i Pittsburgh
- Ferrocarril de Cleveland, Cincinnati, Chicago i Sant Louis
- Ferrocarril del Llac Erie i Occidental
- Ferrocarril de Pittsburgh i el Llac Erie

## Aparicions en obres artístiques
- És un dels personatges de la sèrie documental Gegants de la Indústria[22]
- En el seu llibre Capitalisme: l'Ideal Desconegut, Ayn Rand descriu les batalles entre Vanderbilt i els corruptes polítics novaiorquesos de l'època.
- En Atles Shrugged, Ayn Rand es va basar en part en Vanderbilt per crear el personatge de Nat Taggart.